# Vanessa da Mata

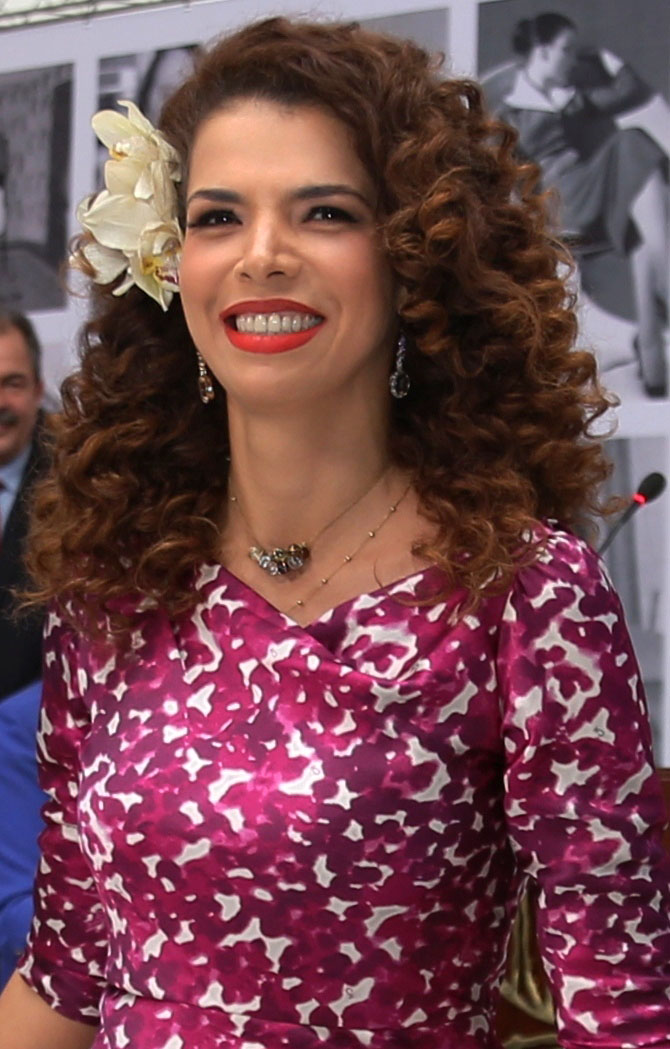
Vanessa da Mata (2014)

Vanessa da Mata, mit vollem Namen Vanessa Sigiane da Mata Ferreira (* 10. Februar 1976 in Alto Garças, Mato Grosso, Brasilien), ist eine brasilianische Sängerin und Komponistin. Ihre bislang erfolgreichsten Titel waren Ai, ai, ai (2003), Boa Sorte/Good Luck (2007) und Amado (2009), die alle die Nummer eins der brasilianischen Hitparade erreichten. Boa Sorte/Good Luck, ein Gemeinschaftswerk mit dem Amerikaner Ben Harper, führte auch die portugiesische Hitparade an. Ihr 2007 veröffentlichtes Album Sim brachte Vanessa da Mata einen Latin Grammy Award ein.
Zwischen 2002 und 2014 erschienen von Vanessa da Mata sieben Alben und 18 Singles. Ihre Lieder fanden auch in Telenovelas und im Film Verwendung. Lieder von Vanessa da Mata wurden auch von Sängerinnen wie Maria Bethânia und Daniela Mercury veröffentlicht. Im Oktober 2013 publizierte sie mit A Filha das Flores („Blumentochter“) ihren ersten Roman.
Vanessa da Mata war bis Anfang 2013 mit dem vornehmlich mit Telenovelas beschäftigten Schauspieler Gero Pestalozzi (* 1973) verheiratet, mit dem sie die Kinder Filipe, Micael und Bianca adoptierte. Die Trennung erfolgte einvernehmlich.

## Biographie
Vanessa da Mata wurde in Alto Garças, einem kleinen Ort rund 350 km von der Hauptstadt Cuiabá entfernt, im Süden des Bundesstaates Mato Grosso, geboren und verbrachte dort auch ihre Jugend. Seitens ihrer Mutter kann sie ihre Vorfahren auch auf die örtlichen Xavante-Indianer zurückführen. Im Alter von 14 Jahren wurde sie von ihren Eltern alleine nach Uberlândia im benachbarten Bundesstaat Minas Gerais geschickt, um sich dort um die Aufnahme in eine Ausbildungsstätte im Gesundheitswesen zu bemühen.
Vanessas Herz schlug aber eher für die Musik, und noch als 15-Jährige hatte sie ihre ersten Auftritte in örtlichen Clubs. 1992 zog die 16-Jährige nach São Paulo weiter und trat dort mit Shalla-Ball auf, einer weiblichen Reggae-Band. Mit 19 reiste sie mit der jamaikanischen Band Black Uhuru als Backing Vocalist durch Brasilien. Später wurde sie Teil der Gruppe Mafuá. In jener Zeit betätigte sie sich auch als Modell und Basketballspielerin.

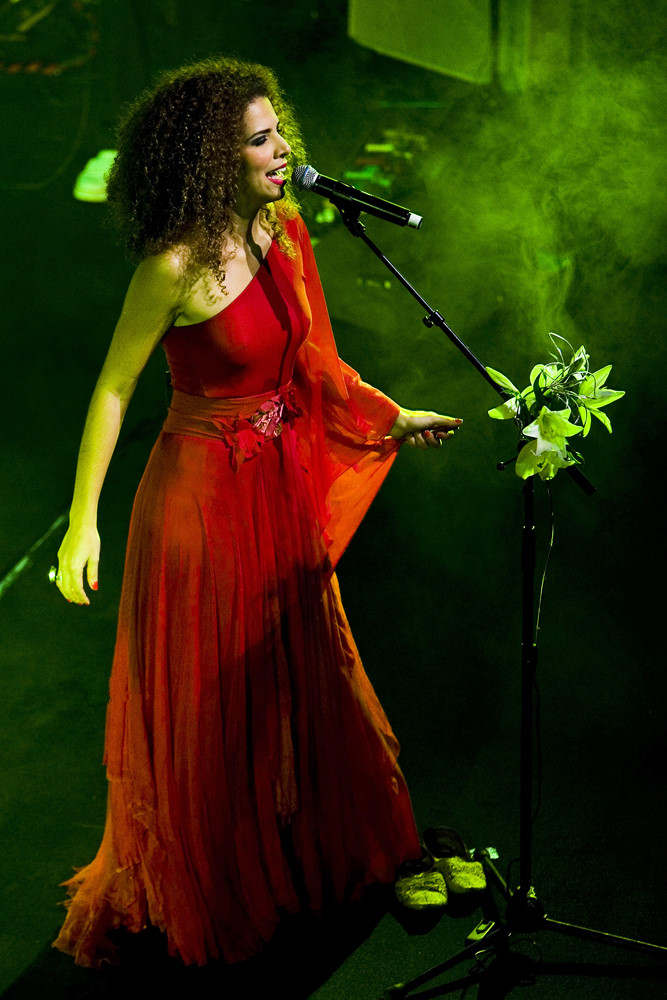
Vanessa da Mata 2007 im Coliseu von Lissabon

1997 traf Vanessa da Mata den bekannten Sänger Chico César und schrieb mit ihm das Lied A Força que nunca seca, welches zwei Jahre später zum Titelsong eines Albums der nationalen brasilianischen Sangesgröße Maria Bethânia wurde. Das Lied wurde auch für einen Latin Grammy nominiert. César veröffentlichte es selbst auf seinem Album Mama Mundi. Es gelang Vanessa da Mata immer mehr sich als Songschreiberin zu etablieren. So schrieb sie O Canto de Dona Sinhá für Maria Bethânia und Caetano Veloso, Viagem für Daniela Mercury, und gemeinsam mit Ana Carolina Me Sento na Rua für diese. Zusätzlich fand sie auch Beschäftigung als Backing Vocalist für Bethânia, Milton Nascimento und Baden Powell.
2002 konnte Vanessa da Mata schließlich ihr erstes eigenes Album veröffentlichen. Das Lied Não me deixe só wurde der größte Hit der selbstbetitelten CD und erreichte die Platzierungen 25 und 42 in den brasilianischen bzw. portugiesischen Charts. Auch die Lieder Nossa Canção und Onde ir, beide Begleitthemen zu Telenovelas, wurden als Singles ausgekoppelt und erreichten ebenso Bekanntheit. Ihr erstes Album verkaufte sich mehr als 100.000 Mal, was in Brasilien mit einer goldenen Scheibe belohnt wird.
2004 erschien mit Essa Boneca tem Manual die zweite große Scheibe von Vanessa da Mata. Die Singleauskopplung Ai, ai, ai, ein Begleitthema der Telenovela Belíssima, war 2006 das von brasilianischen Radiosendern am meisten gespielte Lied und wurde dabei zu ihrem ersten Nummer eins Erfolg. In Schweden erreichte das Lied den 13. Platz der Charts. In Brasilien wurde es zudem 2006 als „bestes Lied“ mit einem bedeutenden Prêmio Multishow, einem Preis der Entertainment-Kanals Multishow des brasilianischen Medienkonzernes Grupo Globo, ausgezeichnet. Von diesem Album wurden noch drei weitere Titel als Singles veröffentlicht. Das Album wurde für mehr als 250.000 verkaufte Einheiten mit Gold ausgezeichnet.
Ihr drittes Album Sim wurde zu ihrem bislang größten Erfolg und brachte ihr einen Latin Grammy für das „beste zeitgenössische brasilianische Pop-Album“ ein. Der zweisprachig auf Portugiesisch und Englisch gesungenene Titel Boa Sorte/Good Luck, ein Gemeinschaftswerk mit dem amerikanischen Sänger Ben Harper, wurde sowohl in Brasilien als auch Portugal zum Nummer-eins-Hit. Auch die romantische Ballade Amado, ein Begleitthema der Telenovela A Favorita, erklomm den Spitzenplatz in Brasilien. Zudem wurden Boa Sorte/Good Luck und Amado 2008 bzw. 2009 auch jeweils mit einem Prêmio Multishow als „Bestes Lied“ ausgezeichnet. Einige der Titel von Sim wurden von Sony als Teil der Reihe CD Zero auch in Form einer EP als Sparversion des Albums veröffentlicht. Das Album Sim erreichte eine Verkaufszahl von über 600.000 Exemplaren und wurde dafür mit Platin ausgezeichnet.
2009 veröffentlichte Vanessa da Mata jeweils eine CD und DVD mit dem Titel Multishow ao Vivo – Vanessa da Mata, welche um ein Live-Konzert der meist barfüßig auftretenden Sängerin im malerischen Badekurort Paraty im Westen des Bundesstaates Rio de Janeiro herum aufgebaut sind und zahlreiche anderweitig nicht veröffentlichte Titel und Gastauftritte anderer Stars wie des Reggae-Duos Sly & Robbie beinhalten. Die DVD bietet weitere Titel und Features wie Interviews und Videos.
2010 veröffentlichte Vanessa da Mata die CD Bicicletas, Bolos e Outras Alegrias von der die Single O tal casal vorab ausgekoppelt wurde. Weitere Singles von diesem Album waren Te Amo und As Palavras die als „Mister Jam Remix“ veröffentlicht wurde.

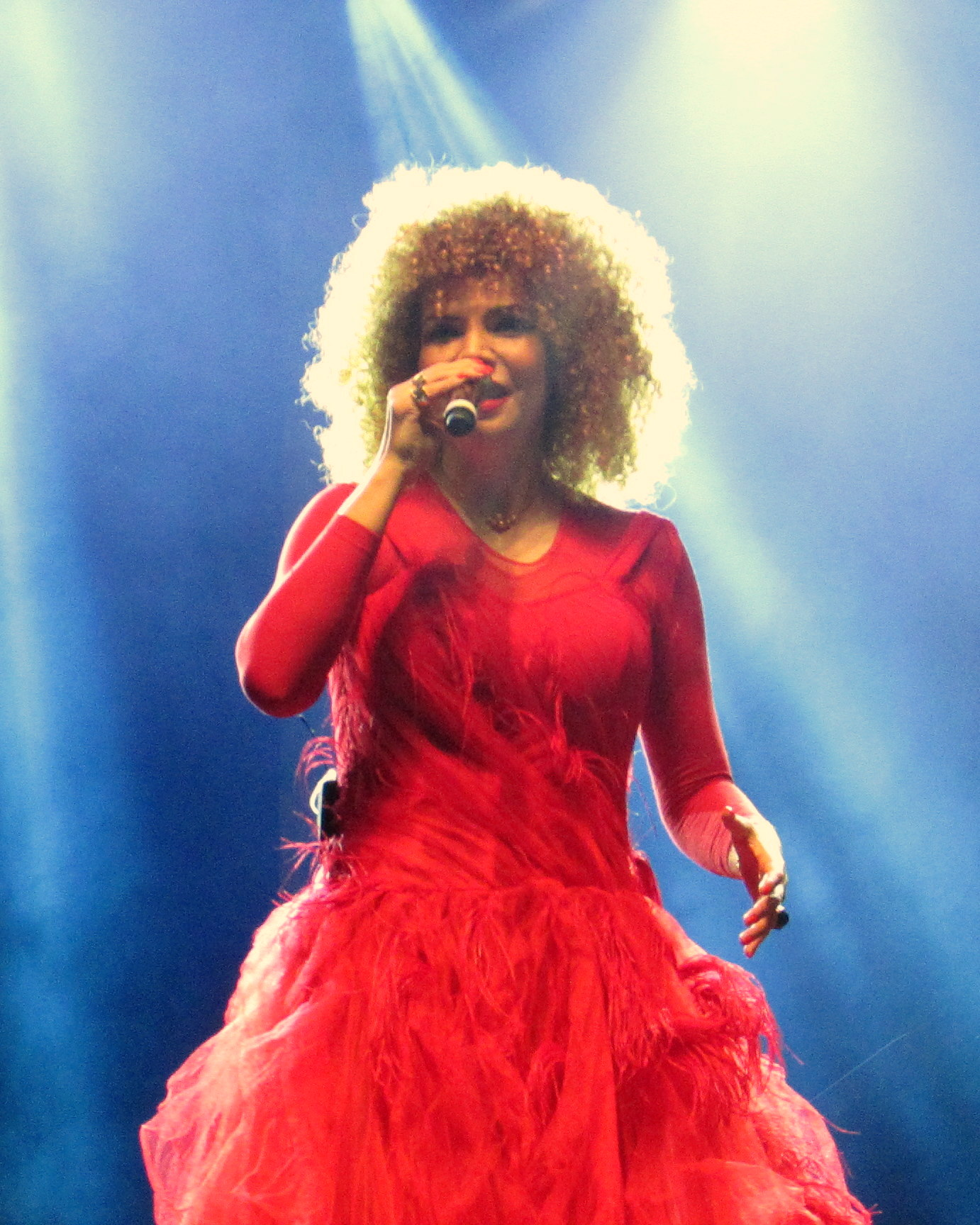
Vanessa da Mata (2022)

Von April bis Juni 2013 zog sie mit einer von Nivea gesponserten, gut besuchten Tournee durchs Land, auf der sie Lieder von Antônio Carlos „Tom“ Jobim neu aufbereitete. Ihre Vorstellung in Brasília wurde vom Fernsehen übertragen. Im Juli veröffentlichte sie das entsprechende Album Vanessa da Mata canta Tom Jobim mit 16 Liedern, von denen Fotografia und Falando de Amor auch als Singles veröffentlicht wurden.
Im März 2014 erschien ihr Album Segue o Som, von dem bereits im Januar die Titelnummer als Single erschien. Das Album beinhaltet 13 Eigenkompositionen und die John-Denver-Nummer Sunshine on my Shoulders.

## Diskografie

### Alben
| Jahr | Titel                               | Höchstplatzierung, Gesamtwochen, AuszeichnungChartplatzierungen (Jahr, Titel, Platzierungen, Wochen, Auszeichnungen, Anmerkungen) | Höchstplatzierung, Gesamtwochen, AuszeichnungChartplatzierungen (Jahr, Titel, Platzierungen, Wochen, Auszeichnungen, Anmerkungen) | Anmerkungen              |
| Jahr | Titel                               | CH | PT | Anmerkungen              |
| ---- | ----------------------------------- | --- | --- | ------------------------ |
| 2002 | Vanessa da Mata                     | — | PT23 (1 Wo.)PT | Charteinstieg in PT 2004 |
| 2007 | Sim                                 | CH89 (1 Wo.)CH | PT3 Platin · (36 Wo.)PT |                          |
| 2010 | Bicicletas, bolos e outras alegrias | — | PT23 (1 Wo.)PT | Charteinstieg in PT 2012 |
| 2013 | Vanessa Da Mata canta Tom Jobim     | — | PT17 (2 Wo.)PT |                          |

grau schraffiert: keine Chartdaten aus diesem Jahr verfügbar
Weitere Alben
- 2004: Essa Boneca Tem Manual
- 2009: Multishow ao Vivo – Vanessa da Mata (live)
- 2014: Segue o Som
- 2017: Caixinha de Música (live)
- 2019: Quando Deixamos Nossos Beijos Na Esquina

### EPs
- 2007: Sim

### Singles
| Jahr | Titel Album               | Höchstplatzierung, Gesamtwochen, AuszeichnungChartsChartplatzierungen (Jahr, Titel, Album, Platzierungen, Wochen, Auszeichnungen, Anmerkungen) | Anmerkungen    |
| Jahr | Titel Album               | CH | Anmerkungen    |
| ---- | ------------------------- | --- | -------------- |
| 2008 | Boa sorte (Good Luck) Sim | CH85 (1 Wo.)CH | mit Ben Harper |

Weitere Singles
- 2003: Ai, Ai, Ai

### Gastbeiträge
- 2015: Passarinhos (Emicida feat. Vanessa da Mata)

### Videoalben
- 2009: Multishow ao Vivo – Vanessa da Mata
- 2017: Caixinha de Música (live)

### Soundtracks

#### Telenovelas
- Cama de Gato (Rede Globo, 2010) - „Um Dia, Um Adeus“
- A Favorita (Rede Globo, 2008) – „Amado“
- Pé na jaca (Rede Globo, 2006) – „Ainda Bem“
- Belíssima (Rede Globo, 2005) – „Ai, Ai, Ai“
- A Lua me Disse (Rede Globo, 2005) – „Eu Sou Neguinha“
- Celebridade (Rede Globo, 2003) – „Nossa canção“
- Esperança (Rede Globo, 2002) – „Onde ir“

#### Filme
- Muito Gelo e Dois Dedos D'Água (2006) – „Música“

## Auszeichnungen für Musikverkäufe
| Goldene Schallplatte - Brasilien - 2006: für das Album Essa Boneca Tem Manual - 2008: für die Single Boa sorte (Good Luck) - 2008: für die Single Ai, Ai, Ai - 2009: für das Album Vanessa da Mata - 2009: für das Album Multishow ao Vivo – Vanessa da Mata | Platin-Schallplatte - Brasilien - 2008: für das Album Sim 2× Platin-Schallplatte - Brasilien - 2015: für die Single Passarinhos |

Anmerkung: Auszeichnungen in Ländern aus den Charttabellen bzw. Chartboxen sind in ebendiesen zu finden.
| Land/RegionAuszeichnungen für Musikverkäufe (Land/Region, Auszeichnungen, Verkäufe, Quellen) | Gold     | Platin     | Verkäufe | Quellen             |
| -------------------------------------------------------------------------------------------- | -------- | ---------- | -------- | ------------------- |
| Brasilien (PMB)                                                                              | 5× Gold5 | 3× Platin3 | 510.000  | pro-musicabr.org.br |
| Portugal (AFP)                                                                               | —        | Platin1    | 20.000   | Einzelnachweise     |
| Insgesamt                                                                                    | 5× Gold5 | 4× Platin4 |          |                     |

## Auszeichnungen
Prêmio Multishow de Música Brasileira
- 2006 – Bestes Lied: „Ai, ai, ai“
- 2008 – Bestes Lied: „Boa Sorte“
- 2009 – Bestes Lied: „Amado“

Latin Grammys
- 2008: Best Brazilian Contemporary Pop Album (Sim)